# دايم بوكس (تكساس)
دايم بوكس (بالإنجليزية: Dime Box)‏ هي تجمع غير مصنف يقع مقاطعة لي في ولاية تكساس. توجد بالبلدة مدرسة واجدة. سميت على منطقة تدعى أولد دايم بوكس في تكساس.